# Rudnea-Vorobiivska, Malîn
Rudnea-Vorobiivska (în ucraineană Рудня-Вороб`ївська) este un sat în comuna Novi Vorobii din raionul Malîn, regiunea Jîtomîr, Ucraina.
Localitatea face parte din regiunea istorică Volânia, iar după tratatul de pace de la Riga din 1921 a devenit parte a Uniunii Sovietice.

## Demografie
Componența lingvistică a localității Rudnea-Vorobiivska
     Ucraineană (98,8%)
     Belarusă (1,2%)
Conform recensământului din 2001, majoritatea populației localității Rudnea-Vorobiivska era vorbitoare de ucraineană (98,8%), existând în minoritate și vorbitori de belarusă (1,2%).